# Ursine
Ursine é uma comunidade não incorporada e região censitária no condado de Lincoln, estado do Nevada. Fica localizada no sopé das Montanhas White Rocks no Vale do Eagle, a cerca de duas milhasa jusante do Reservatório Eagle Valley e Spring Valley State Park. Segundo o censo que teve lugar em 2010, a população da região censitária era de 91 habitantes..Segundo o U.S. Census Bureau, a região censitária de Ursine  tem uma área de 11,2 km2, todos de terra.